# 弗雷德里克·巴齐耶
让·弗雷德里克·巴齐耶（法語：Jean Frédéric Bazille，法語發音：[ʒɑ̃ fʁedeʁik bazij]；1841年12月6日—1870年11月28日），是與莫奈同时代的法國印象派畫家。

## 生平
巴齐耶出生于法国朗格多克-鲁西永大区埃罗省蒙彼利埃市的一个富有的新教家庭。欧仁·德拉克罗瓦的作品激起了他对绘画的兴趣，家庭同意他学绘画，条件是同时也要学医药。
1859年巴齐耶开始学医，1862年来到巴黎继续学习。在这里，他加入了夏尔·格莱尔（Charles Gleyre）画室。在那里他结认了克勞德·莫奈、皮耶-奧古斯特·雷諾瓦和阿尔弗雷德·西斯莉（Alfred Sisley）。1864年，巴齐耶没有通过医药考试，从此就全心绘画。巴齐耶经常慷慨地帮助生活窘迫的同学，分享画室和材料。
23岁的时候他画出了几幅自己最重要的作品，包括“穿粉红裙子的女人”，描绘了他表姐的背影和城区风景。他最著名的作品是1867-1868年创作的“家庭聚会”。
1870年8月加入法国步兵团，两个月后普法战争爆发，11月28日他在博讷拉罗朗德战役带领队伍冲锋，不幸身中两弹而亡，年仅29岁。

## 選作

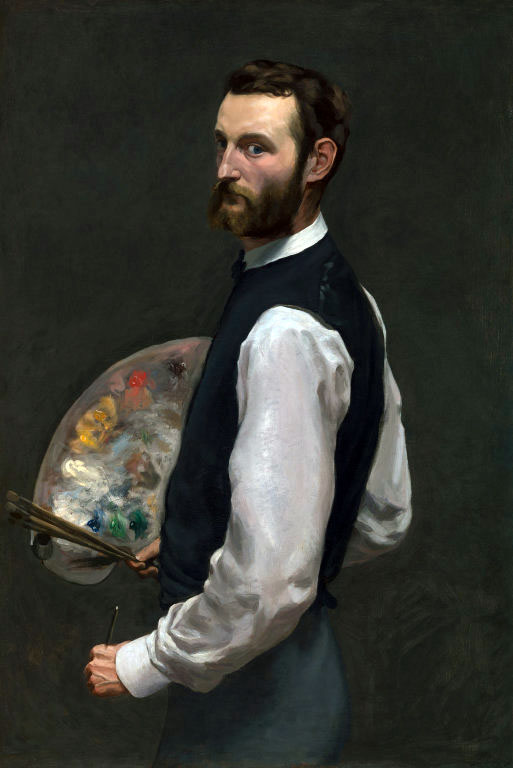
《自画像》， 1865–1866，油画，收藏于芝加哥艺术学院
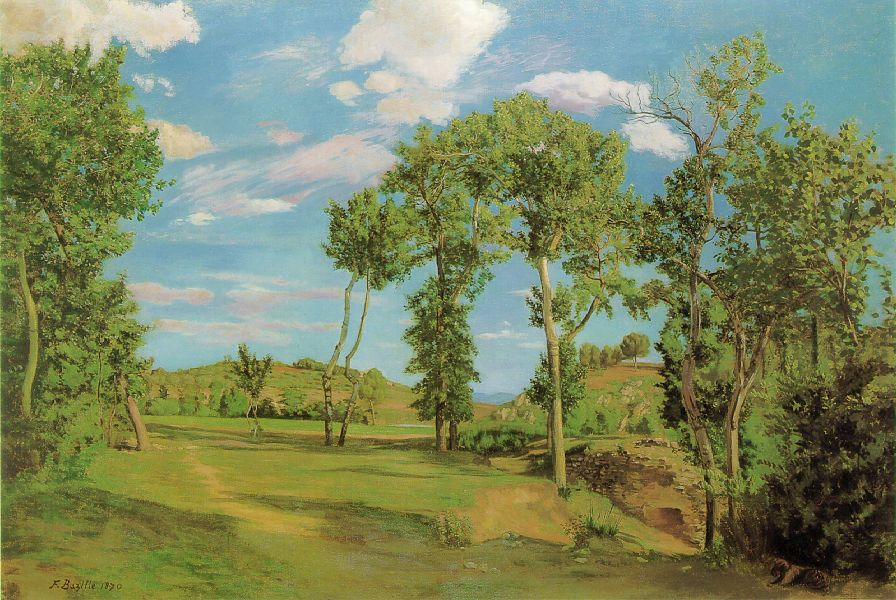
Paysage au bord du Lez, 1870，油画，收藏于明尼阿波利斯艺术学院
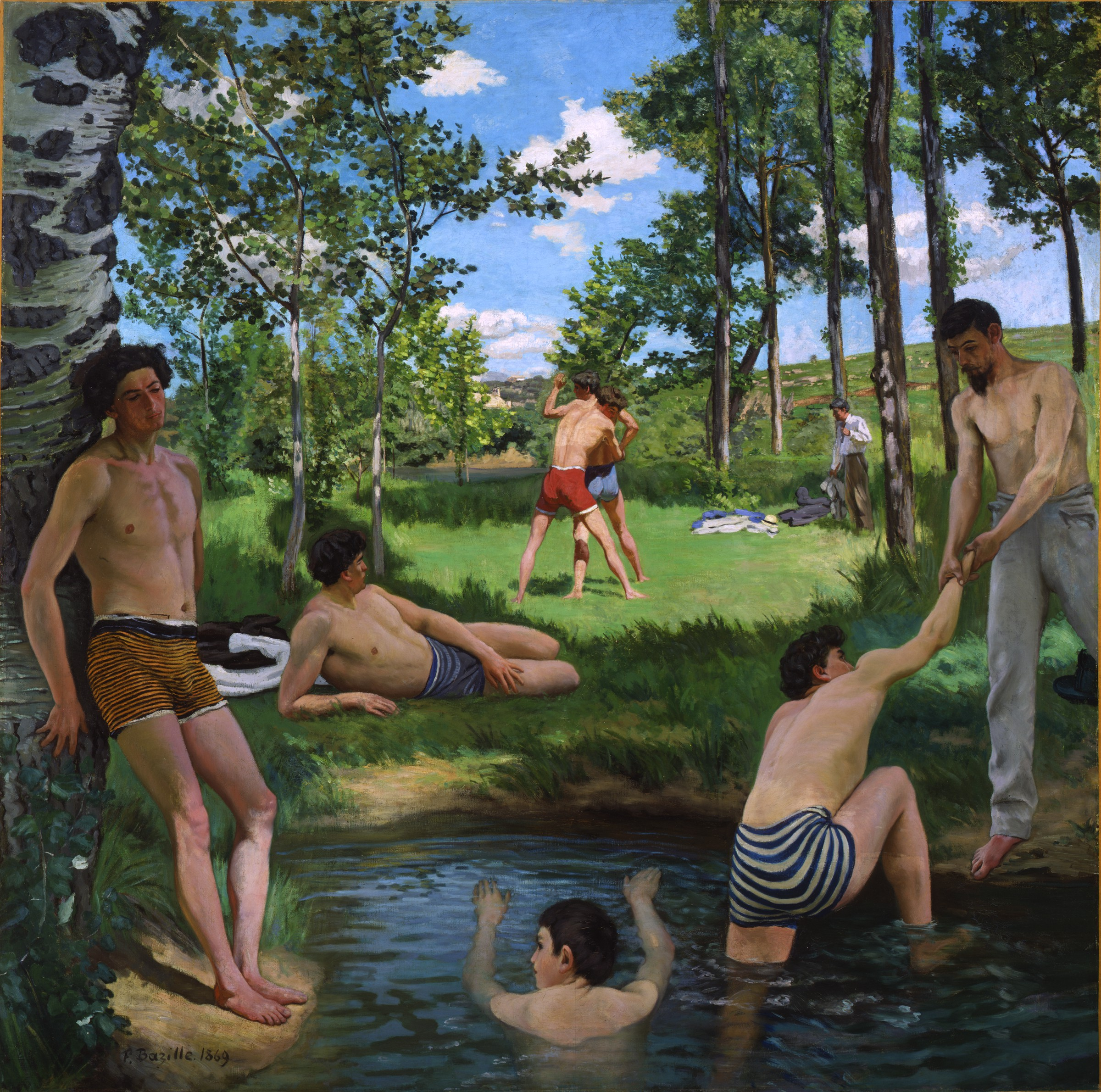
Scène d'été, 1869，油画，收藏于哈佛大学福格藝術博物館
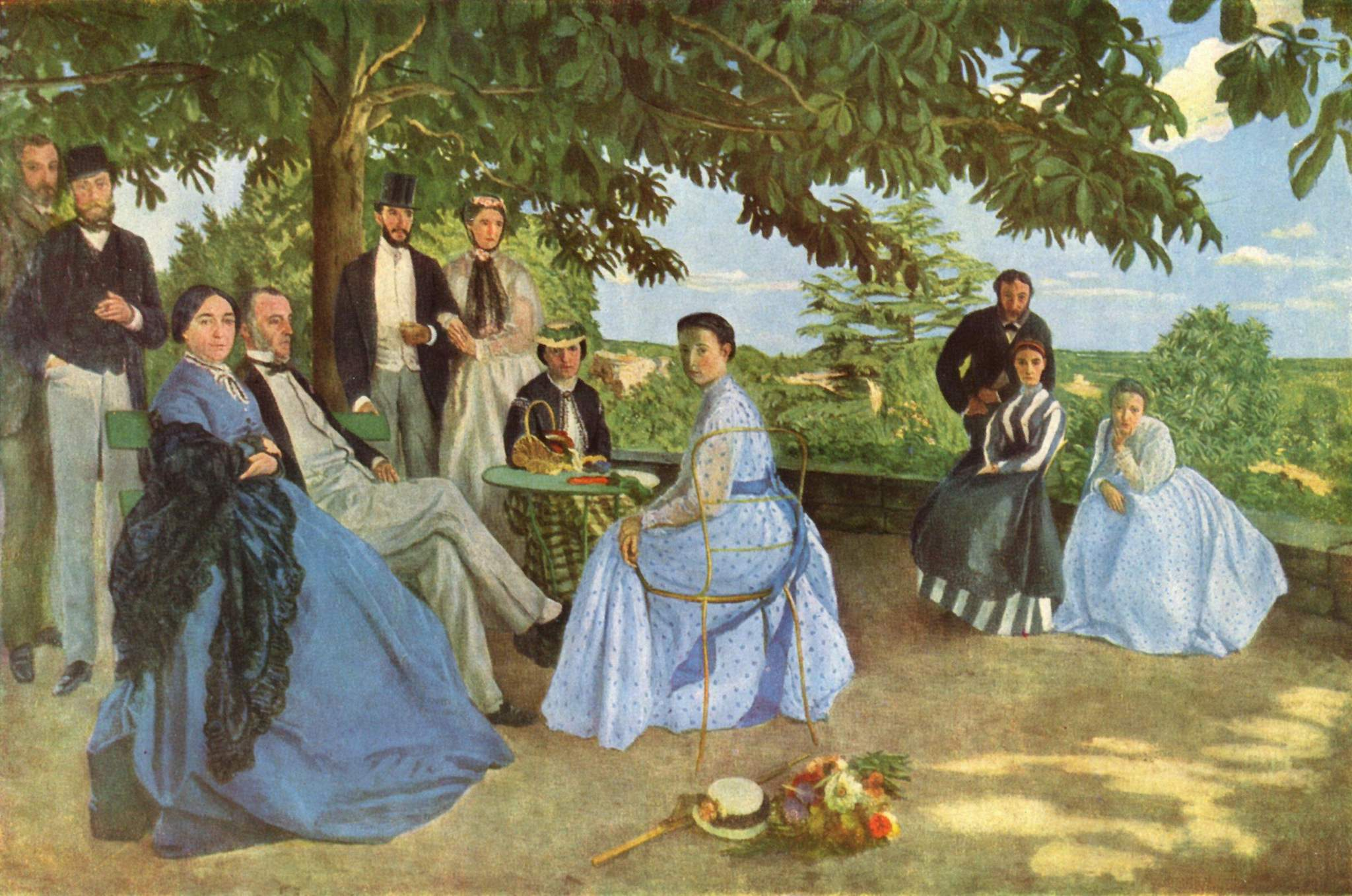
《家庭聚会》（Family Reunion），1867 - 1868，油画，收藏于奥赛博物馆

## 參看
- 画家列表